# ألكسندر تومانسكي
أليكساندر غريغوريفيتش تومانسكي (بالروسية: Александр Григорьевич Туманский) (1861–1920) مستشرق وضابط مترجم ولواء في الجيش الإمبراطوري الروسي، ينتمي إلى عائلة أوكرانية أرستقراطية عريقة تعود أصولها لـدوقية ليتوانيا الكبرى. 

## سيرته
ولد في 23 سبتمبر عام 1861، ما بين الأعوام 1888-1891 كان تومانسكي ضابطا حينها في الجيش الإمبراطوري الروسي، تلقى تعليمه الشرقي في دورات الضباط للغات الشرقية التي كانت تنظمها وزارة الخارجية الروسية وقتها، درس اللغة العربية والتركية والفارسية، بلغ مجموع اللغات التي نطق بها إحدى عشرة لغة.
في عام 1891 أرسل إلى آسيا الوسطى، وفي عام 1894 كان مسؤولاً عن إقامة اتصالات دبلوماسية مع بلاد فارس، وبين عامي 1900 و 1905 شغل منصب نائب القنصل الروسي في الإمبراطورية العثمانية، ومن عام 1908 إلى عام 1909، أُمر بالسفر إلى بلاد فارس مرة أخرى لاستئناف مهامه الدبلوماسية. ثم عام 1911 وقع تنصيبه رئيسًا لمدرسة الضباط الإعدادية للغة الشرقية في تبليسي والتي كانت تعمل تحت قيادة القيادة العسكرية القوقازية.
تقاعد في مارس 1917 عن الخدمة العسكرية برتبة لواء، وغادر روسيا على إثر الثورة البلشفية في أكتوبر عام 1917 وتوفي في إسطنبول في 1 ديسمبر 1920.

## نشاطه العلمي
يُعدُّ تومانسكي من أوائل علماء اللغة الروسية الذين حققوا في حركة الدعوة البابية في بلاد فارس في منتصف القرن التاسع عشر وأول المتابعين للديانة البهائية في الشرق، فقد صادق البهائيين في عشق آباد وكتب له ميرزا أبو الفضل الرسائل الإسكندرية ملخص لحياة مؤسس الديانة البهائية.
في عام 1899 اكتشف تومانسكي الكتاب الأقدس الذي يعد الكتاب المقدس للديانة البهائية لصاحبه بهاءالله مؤسس الديانة وترجمه إلى اللغة الروسية، يعد الكتاب الأقدس معروف على نطاق واسع في وقتنا الحاضر، لكنه في ذلك الوقت كان اكتشافًا تاريخيًا. أما وخلال بحثه عن الحركة البابية، تقابل تومانسكي مع إدوارد براون المستشرق البريطاني، من خلال البارون فيكتور رومانوفيتش روزين.
ومن اكتشافاته الأخرى عمل مفقود للعالم والسلطان التيموري أولوغ بيك، وهي مخطوطة قديمة بعنوان "أولوس الأربعية"، نُشر جزء منها ضمن الكتاب الذي اكتشفه هو أيضا "حدود العالم"، في عام 1930 وعام 1937.  بحكم خلفيته العسكرية، كتب كتابًا بعنوان الفن العسكري للعرب القدماء في عام 1897.